# Акулов, Иван Иванович
 Ива́н Ива́нович Аку́лов (7 сентября 1922, Урусова — 25 декабря 1988, Москва) — русский советский писатель.

## Биография
Родился 7 сентября 1922 года в деревне Урусово Ирбитского уезда (ныне Туринского района Свердловской области) в крестьянской семье. Учился в сельскохозяйственном техникуме.
В 1942 году закончил Тамбовское пехотное училище и до самого конца Великой Отечественной войны находился на фронте (командир взвода, начштаба батальона 137-й стрелковой дивизии). Был дважды ранен. Демобилизован в звании капитана.
Демобилизовавшись из армии, поступил на филологический факультет Свердловского педагогического института. После его окончания (1950) работал учителем, директором средней школы, заведующим сельхозотделом в газете «Уральский рабочий», сотрудником журнала «Урал». Дебютировал повестью «Двумя дорогами» (1958) о послевоенной деревне. Член СП СССР с 1963 года.
Закончил Высшие литературные курсы. В 1966—1970 годах Акулов возглавлял журнал «Уральский следопыт».
В конце 60-х писатель купил себе дачу в пос. Семхоз близ Сергиева Посада, был близок к литературному кружку «Радонежцы».
В Москве проживал по адресу: проспект Вернадского, 125
В 70-х годах главный редактор художественной литературы Госкомиздата РСФСР, председатель приёмной комиссии и секретарь Московского отделения Союза писателей СССР. Член редколлегии издательства «Современник».
Умер 25 декабря 1988 года в Москве.
Супруга Акулова Галина Григорьевна (1928—1988).
Дочь Наталия.
Сын Сергей.

## Награды и премии
- орден Отечественной войны I степени (6.04.1985)
- орден Отечественной войны II степени (20.07.1944)
- орден Дружбы народов
- медаль «За взятие Кёнигсберга»
- медаль «За победу над Германией в Великой Отечественной войне 1941-1945 гг.»
- Государственная премия РСФСР имени М. Горького (1980) — за роман «Крещение»

## Творчество
Перу Акулова принадлежат романы «В вечном долгу», «Крещение», «Касьян Остудный», «Ошибись, милуя».
Среди многочисленных художественных произведений о Великой Отечественной войне роман Акулова «Крещение» выделяется объективной правдой, в которой соединено трагическое и героическое.
Значимость и силу роману «Крещение» придает не только событийная правда, но и классическая художественность, богатство русского народного языка, объемность и разнообразие созданных характеров и образов.
Все это в равной степени относится и к роману Акулова «Касьян Остудный», где писатель поднимает глубинные пласты советской действительности, положение русской деревни в драматический период её жизни — переломный этап коллективизации.
Заканчивая рукопись романа «Касьян Остудный», Иван Акулов в письме от 29 января 1976 года писал ирбитскому поэту Владимиру Лаптеву: «… я закончил рукопись романа, над которым денно и нощно сидел более трех лет… Кончил, брат, завещанное отцом, горем своим завещавшим сказать об их трудной и мученической жизни».
Из письма Виктора Астафьева Ивану Акулову (декабрь 1977 г.): «…спасибо тебе за то, что ты доверился мне и дал прочитать свой роман. Ничего я честнее, мужественней и талантливей не читал в нашей литературе о нашей горемычной деревне… Только через себя пропустивши нашу деревню,… возможно было написать о ней так глубоко, с таким проникновенным страданием, как это сделал ты. Всё же твоё преимущество в возрасте сказалось — несколько лет работы на земле, истинной, взрослой, заменяют всю память и интуицию, какая, например, дадена мне…»
Валентин Распутин, также высоко ценил  роман "Касьян Остудный" за правду и решимость.
Фёдор Абрамов, всю творческую жизнь посвятивший русскому крестьянству, признавался в письме автору (апрель 1979 г.): «Могучую книгу Вы написали, Иван Иванович! Так о русской деревне на её великом рубеже ещё никто до Вас не писал! И понятно, почему о ней ни звука в нашей сволочной печати. Из России сделали целину, в Россию задичалую, бесплодную пустошь превратили, а знаете какой она была? Читайте Ивана Акулова. Великолепно выписаны характеры, бесподобно знание и понимание души крестьянской, души земли, невероятно богатый язык, быт, поднятый из самых глубин, природа, по-акуловски неистощимая и многоцветная… Спасибо Вам великое от меня, деревенщика».

По мнению критика Наума Лейдермана,
 «Иван Акулов — единственный на Урале настоящий р о м а н и с т (после Мамина-Сибиряка). Он постепенно шел к своему жанру — сначала был тривиальный соцреалистический роман „В вечном долгу“, потом — мучительная работа над „Крещением“, тут просто физически ощущаешь, как от части к части растет мастерство Акулова-эпика. Роман „Касьян Остудный“ не смог пробиться на страницы „Урала“ (его вообще не пропустили ни в один журнал), но ведь это же замечательная вещь. А возьмите критические книги или новые учебники и пособия по русской литературе 70—80-х годов. Там как только заводят речь о современных романах, посвященных „великому перелому“, сразу упираются в „Кануны“ Белова, „Мужики и бабы“ Можаева, ну ещё помянут алексеевских „Драчунов“… Но ведь „Касьян остудный“ композиционно куда крепче скроен, а какая там пластика — словно густой луг, где каждая травинка, каждый лютик выписаны. А собственно историческая концепция акуловского романа куда многомернее, сложнее, чем в других романах на сходную тему».
Писатель Юрий Прокушев так сказал об Иване Акулове на восьмом съезде писателей СССР (27 июня 1986 г.): «Я не буду говорить о писательских „обоймах“ и „списках“, но вот у нас в русской литературе (в докладе, к сожалению, об этом не говорилось, я не знаю, шла ли речь об этом на секции прозы) — у нас работает в современной литературе очень совестливо, очень талантливо, целомудренно и беспощадно по отношению к показу правды жизни: и периода коллективизации, и Отечественной войны, особенно правды солдат на войне, я бы сказал, как Быков в белорусской литературе,— это выдающийся русский писатель Иван Акулов. А далеко, далеко не всем это имя известно».
Со слов писателя Ивана Акулова: «Иногда перо валится из рук от того напряжения, которого изо дня в день требует многолетняя рукопись. С большой тревогой и озабоченностью начинаешь каждую книгу, с трудом ведешь, а уж о завершении и говорить не приходится: конец — всему делу венец. Словом, так, окончена рукопись, и надо бы радоваться, но ведь и на радость нужны силы, а их будто и нет. И только герои, с которыми поровну поделил годы, мысли и чувства, продолжают жить рядом, хотя в дверь души уже стучатся иные образы и новые видения».

## Память
В г. Туринске Свердловской области установлен памятный знак Ивану Акулову.
В г. Ирбит установлен бюст Ивану Акулову (см. фото).
Художник А. А. Стихин написал серию картин, связанных с жизнью и творчеством писателя.
Проводятся ежегодные Акуловские чтения.

## Театральные постановки и экранизации
- 1993 — «Касьян Остудный», Ирбитский драматический театр имени А. Н. Островского[20]
- 2009 — «И была война», реж. Алексей Феоктистов, мини-сериал по роману «Крещение»

## Переводы
Роман Ивана Акулова «Крещение» переведён на чешский (1982) и арабский (1984) языки

## Аудиокниги
Озвучены основные романы Ивана Акулова: «Крещение», «Касьян Остудный», «Ошибись, милуя», рассказ «Пчелы».

## Сочинения
- Двумя дорогами: [Повесть]. Свердловск, Кн. изд., 1958. — 260 с.: ил.; 17 см. Рецензия: Краснов Г. В добрый путь. «Урал», 1959, № 2, с. 168—170, Щеголев Н. Первая повесть. «Уральский рабочий», 1959, № 43, 20/11[21]
- Варнак: Повесть. — Свердловск: Средне-Уральское книжное издательство, 1962. — 196 с. Рецензия: Шишов В. Повесть о нелегкой судьбе // Литературная Россия. 1963. 1 марта. — С. 20. То же: Повесть и рассказы. — Свердловск: Сред.-Урал. кн. изд-во, 1971. — 239 с.
- Капельки живинки: Рассказы. — Свердловск: Свердловское книжное издательство, 1963. — 96 с.
- В вечном долгу: Роман. — М.: Мол. гвардия, 1966. — 399 с. То же. — М.: Художественная литература, 1968.— (Роман-газета, № 12).  То же.—  Ярославль: Верхне-Волжское книжное издательство, 1973. — 368 с.; То же. — М.: Современник, 1977. — 368 с.   Рецензия: Рымашевский В. Жизнь, какова она есть // Волга. 1968. № 3. — С. 177—178. То же: «Роман-газета», 1968, № 12
- Земная твердь: Повесть, рассказы. — М.: Современник, 1974. — 367 с.
- Крещение: Роман в 3 ч. — М.: Молодая гвардия, 1975. — 672 с. Рецензия: Леонов Б. Свет подвига // Красная звезда. 1970, 31 января. Рец.: Ланщиков А. Сильные духом. — «Лит. обозрение», 1975, № 4, с. 19— 21. Рец.: Журавлев С. — «Октябрь», 1976, № 7, с. 219—220. Рец.: Кожухова О. Огненная купель. — «Москва», 1976, № 5, с. 211—213. То же. — М.: Советская Россия, 1976. То же. — М.: Воениздат, 1977, 1978. — 672 с.; То же. — М. : Сов. Россия, 1983. — 575 с. — (Лауреаты Гос. премии РСФСР им. М. Горького).; То же. — М. : Воениздат, 1990. — 510 с., ISBN 5-203-00779-9; То же. — М. : АО «Вече», 1994. — 670 с., ISBN 5-7141-0075-1; То же. — М.: Вече, 2003. — 576 с., ISBN 5-94538-389-9. То же. — Москва : Вече, печ. 2015. — 541 с., ISBN 978-5-4444-2155-0. То же: «Роман-газета», 1973, № 13 (1-2 часть), 1975, № 12 (3 часть)
- Касьян Остудный: Роман. — М.: Современник, 1978. — 480 с. — Рец.: Мыльников Н. В нелегком году // Урал. рабочий. — 1980. — 24 апр. То же: [Худож. Н. Горбунов]. — М.: Современник, 1981. — 688 с. То же. — М.: Художественная литература, 1983. То же. — Свердловск: Сред.-Урал. кн. изд-во, 1985. — 688 с. То же: [Худож. А. В. Вохмин]. — М.: Сов. Россия, 1990. — 618,[2] с. : ил.; 21 см; ISBN 5-268-01057-3. То же. — М. : Современник, 1991. — 650 с., ISBN 5-270-01210-3 (доп. издание). То же: «Роман-газета», 1983, № 16-17
- Шаманы: Пьеса в 2 д. / Отв. ред. М. Ефимов. — Москва : ВААП-Информ, 1979. — 81 л.; 28 см.[22]
- Избранные сочинения: В 3-х т. / Вступ. ст. Б. Можаева. — М.: Современник, 1982—1984., 100 000 экз.
- Нечаянное счастье: Рассказы / Иван Акулов; [Вступ. ст. В. Чалмаева]. — М.: Сов. Россия, 1982. — 174 с.
- Ошибись, милуя: Роман. — М.: Современник, 1987. — 526 с. То же: «Москва», 1987. № 1-3. Рецензия: Золотусский И. П. Проза—87: свет и тени // Исповедь Зоила: Статьи, исследования, памфлеты. — М.: Сов. Россия, 1989. — С.132-134
- Скорая развязка. Повести, рассказы, пьеса. — М.: Сов. писатель, 1989. — 381 с. — ISBN 5-265-00959-0.
- «Путь русского человека всегда славен» (из переписки И. И. Акулова с ирбитчанином В. А. Лаптевым) // журнал «Веси», 2004 год, № 3. — С.24-26
- Акулов И. И. Храня с минувшим связь (автобиография) // Лауреаты России: Автобиографии российских писателей. Выпуск 4. — М.: Современник, 1985. — С. 5-27